# Tine Schryvers
Tine Schryvers (* 11. März 1993 in Zoersel) ist eine ehemalige belgische Fußballspielerin.

## Karriere

### Vereine
Schryvers begann für den in ihrem Geburtsort ansässigen KFC Eendracht Zoersel mit dem Fußballspielen. Im Nachbarort der Provinz Antwerpen in der Gemeinde Beerse im Ortsteil Vlimmern, war sie anschließend für Vlimmeren Sport aktiv. Im weiteren Verlauf spielte sie bis zum Saisonende 2010/11 für die Jugendmannschaft von Standard Lüttich, danach ein halbes Jahr für die Waasland-Beveren Sinaai Girls.
Nach Abschluss am Leonardo Lyceum, der Sportschule in Antwerpen, begab sich Schryvers mit Beginn des Jahres 2012 an die University of Memphis um ein Studium im Hauptfach Sport- und Sportwissenschaften aufzunehmen.
Am 26. März 2012 wurde ihre Aufnahme in das Sport-Team der Bildungseinrichtung, die Tigers, von Brooks Monaghan, dem Cheftrainer der Mannschaft, auf der Website bekanntgegeben. Schryvers gehörte in elf von 18 Meisterschaftsspielen der Startelf an und hatte ihre Premiere am 12. August 2012 beim 2:2-Unentschieden gegen Western Kentucky in einem Vorbereitungsspiel. Zum Start der Spielzeit kam sie im „Tigerduell“ am 17. August bei der 1:5-Niederlage im Heimspiel gegen die Tigers der University of Missouri das erste Mal in der American Athletic Conference innerhalb der NCAA Division I mit Einwechslung für Taylor Isenhower ab der 25. Minute zu ihrem Debüt – und erzielte 25 Minuten später mit dem Anschlusstreffer zum 1:2 sogleich ihr erstes Tor.
Im Jahr darauf zur University of Tulsa gewechselt, gehört sie dieser von 2013 bis 2015 an. Für die Golden Hurricanes bestritt sie 17 Meisterschaftsspiele in der American Athletic Conference, zehn in ihrer ersten Spielzeit als Sophomore, sieben in der dritten Spielzeit, ihrer zweiten, als Redshirt-Junior. Eine im August 2013 erlittene Verletzung zwang sie aus gesundheitlichen Gründen, die Spielzeit 2014 auszusetzen.
Nach ihrer Zeit an der Universität kam sie das zweite Mal im Ausland, aber das erste Mal im Profibereich zum Einsatz. Für den norwegischen Erstligisten Vålerenga Oslo kam sie in der Spielzeit 2016 in 17 von 22 Punktspielen, davon die ersten zehn in Folge, zum Zuge und erzielte am 10. Juli, beim 3:0-Sieg im Heimspiel gegen Arna-Bjørnar mit dem Treffer zur 1:0-Führung in der 32. Minute, ihr einziges Ligator. Ins Nachbarland gewechselt, spielte sie von 2017 bis 2018 28 Mal für den schwedischen Erstligisten Kristianstads DFF und hatte dreimal Grund zur Torfreude.
Nach Belgien zurückgekehrt; kam sie bis zum Ende ihrer Spielerkarriere im Jahr 2022 jeweils eine Saison lang für die drei Erstligisten KAA Gent, Oud-Heverlee Löwen und Club YLA zu insgesamt 41 Punktspielen, in denen sie – außer für den Club aus Brügge – sechs Tore erzielte.

### Nationalmannschaft
Schryvers debütierte als Nationalspielerin für den KBFV in der U15-Nationalmannschaft, die das zweimalige Kräftemessen mit der U15-Nationalmannschaft Polens am 10. und 12. Mai 2008 in Pilica und Będzin mit 3:0 und 2:0 für sich entschied.
Für die U17-Nationalmannschaft bestritt sie im Zeitraum 14. Oktober 2008 – 27. Oktober 2009 zehn Länderspiele, in denen sie drei Tore erzielte. Diese gelangen ihr in den insgesamt acht Qualifikationsspielen für die angestrebten Teilnahmen an den altersbezogenen Europameisterschaften 2009 und 2010.
Die meisten Länderspiele und -tore kann sie in der U19-Nationalmannschaft aufweisen; ihr Mitwirken war vom 18. August 2010 bis zum 5. April 2012 gefragt, in denen sie 17 – davon elf in der EM-Qualifikation – bestritt und vier Tore – davon zwei in der EM-Qualifikation – erzielte.
Am 4. März 2016 hatte sie ihre Premiere in der A-Nationalmannschaft; sie gehörte ihr an, die das zweite Spiel der Gruppe A bei der ersten Teilnahme ihrer Mannschaft am Turnier um den Algarve-Cup gegen die Nationalmannschaft Kanadas mit 0:1 in Vila Real de Santo António verlor; sie wurde in der 76. Minute für Tessa Wullaert eingewechselt. Im Turnier abschließenden Spiel um Platz 5, beim 5:0-Sieg über die Nationalmannschaft Russlands am 9. März in Vila Real de Santo António, gelang ihr mit dem Treffer zum 3:0 in der 51. Minute – 39 Minuten nach ihrer Einwechslung für Elke Van Gorp – ihr erstes A-Länderspieltor. Zuletzt kam sie am 23. Oktober 2016 beim 3:1-Sieg im Freundschaftsspiel gegen die Nationalmannschaft Russlands in Tubize zum Einsatz und verabschiedete sich mit ihrem dritten und letzten A-Länderspieltor, dem Treffer zum 2:0 in der 32. Minute.